# 45511 Anneblack
45511 Anneblack este o planetă minoră (asteroid) din Outer Main Belt⁠(d). A fost descoperită pe 30 ianuarie 2000 la Catalina Station⁠(d) de Catalina Sky Survey. 
Obiectul prezintă o orbită caracterizată de o semiaxă mare de 3,2923864013428 UAi, o excentricitate de 0,089176338589613, o înclinație de 1,1981767441126 ° în raport cu ecliptica.